# 몰입

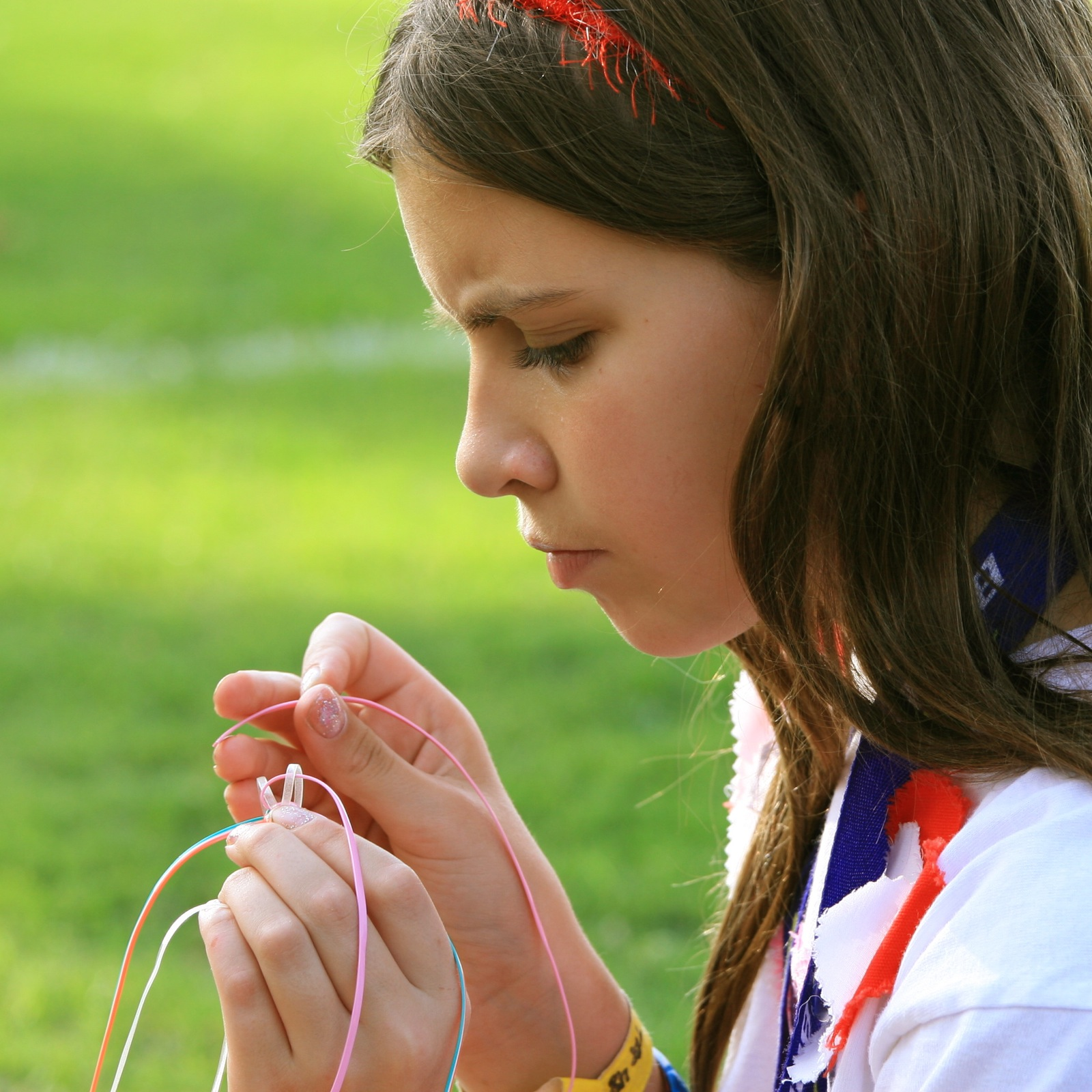
끈에 집중하는 걸스카우트 소녀

몰입(沒入, 영어: flow)은 주위의 모든 잡념, 방해물들을 차단하고 원하는 어느 한 곳에 자신의 모든 정신을 집중하는 일이다.
몰입하는 사람의 심리 상태는 에너지가 쏠리고, 완전히 참가해서 활동을 즐기는 상태이다.
본질적으로, 몰입은 한가지에 완전히 흡수되는것을 나타낸다.
헝가리 심리학자 미하이 칙센트미하이는 몰입했을 때의 느낌을 '물 흐르는 것처럼 편안한 느낌', '하늘을 날아가는 자유로운 느낌'이라고 하였다. 일단 몰입을 하면 몇 시간이 한순간처럼 짧게 느껴지는 '시간개념의 왜곡' 현상이 일어나고 자신이 몰입하는 대상이 더 자세하고 뚜렷하게 보인다. 몰입대상과 하나가 된듯한 일체감을 가지며 자아에 대한 의식이 사라진다. 몰입현상은 학습과 노력을 통하여 도달할 수 있다. 자신이 몰입하고 있는 대상에 대해서는 단시간에 혹은 빠르게 흡수 할 수 있지만 반대로 관심이 없거나 집중도가 떨어지는 대상에 대해서는 기억조차 못할 수도 있다. 이것이 바로 몰입의 장점이자 단점이 될 수 있다.

## 몰입을 촉진하는 요인
몰입을 촉진하는 요인은 문제를 설정하는 것이다. 문제를 설정할 때는 미해결된 문제 중에서 중요하고 핵심이 되는 것을 택한다. 몰입을 제대로 체험하기 위해서는 몰입을 위한 기간을 마련하며 기간은 일주일 이상은 되어야한다. 몰입 상태로 들어가기 위해서는 불필요한 외부 정보를 차단해야 한다. 직장이나 집에서 멀리 떨어진 한적한 장소를 택하는 것이 유리하며 혼자만의 공간이 있어야 한다.

## 같이 보기
- 명상
- 생각

## 참고 문헌
- Csíkszentmihályi, Mihály (1996), 《Finding Flow: The Psychology of Engagement With Everyday Life》, Basic Books, ISBN 0-465-02411-4 (a popular exposition emphasizing technique)